# 41e session du Comité du patrimoine mondial
La 41e session du Comité du patrimoine mondial s'est déroulée du 2 juillet 2017 au 12 juillet 2017 à Cracovie en Pologne. Vingt-et-un nouveaux biens sont inscrits sur la liste sur patrimoine mondial.

## Nouveaux biens

### Nouveaux biens culturels
- Vieille ville d'Hébron / Al-Khalil ( Palestine)
- Mbanza-Kongo, vestiges de la capitale de l'ancien Royaume Kongo ( Angola)
- Asmara, ville moderniste africaine ( Érythrée)
- Paysage culturel des ǂKhomani ( Afrique du Sud)
- Sambor Prei Kuk, site archéologique de l'ancienne Ishanapura ( Cambodge)
- Kulangsu, un établissement historique international ( Chine)
- Ville historique d'Ahmedabad ( Inde)
- Ville historique de Yazd ( Iran)
- Île sacrée d'Okinoshima et sites associés de la région de Munakata ( Japon)
- Ouvrages de défense vénitiens du XVIe siècle au XVIIe siècle : Stato da Terra - Stato da Mar occidental ( Italie /  Croatie /  Monténégro)
- Kujataa au Groenland : agriculture nordique et inuite en bordure de la calotte glaciaire ( Danemark)
- Taputapuatea ( France)
- Grottes et l’art de la période glaciaire dans le Jura souabe ( Allemagne)
- Mine de plomb, argent et zinc de Tarnowskie Góry et son système de gestion hydraulique souterrain ( Pologne)
- Cathédrale et monastère de l’Assomption de l’île-village de Sviajsk ( Russie)
- Aphrodisias ( Turquie)
- District des Lacs anglais ( Royaume-Uni)
- Site archéologique du quai de Valongo ( Brésil)

### Nouveaux biens naturels
- Hoh Xil ( Chine)
- Paysages de la Dauria ( Mongolie /  Russie)
- Parc national Los Alerces ( Argentine)

## Extensions

### Biens naturels
- Complexe W-Arly-Pendjari (extension du bien Parc national du W du Niger) ( Bénin /  Burkina Faso /  Niger)
- Forêts primaires de hêtres des Carpates et d'autres régions d'Europe (extension du bien Forêts primaires de hêtres des Carpates et forêts anciennes de hêtres d’Allemagne) ( Albanie /  Allemagne /  Autriche /  Belgique /  Bulgarie /  Croatie /  Espagne /  Italie /  Roumanie /  Slovaquie /  Slovénie /  Ukraine)

### Biens culturels
- Strasbourg : de la Grande-Île à la Neustadt, une scène urbaine européenne (extension du bien Strasbourg - Grande Île) ( France)
- Le Bauhaus et ses sites à Weimar, Dessau et Bernau (extension du bien Bauhaus et ses sites à Weimar et Dessau) ( Allemagne)

## Autres

### Retrait de laliste du patrimoine en péril
- Parc national de la Comoé ( Côte d'Ivoire)
- Parc national du Simien ( Éthiopie)
- Monastère de Ghélati ( Géorgie)

### Inscription sur laliste du patrimoine en péril
- Centre historique de Vienne ( Autriche)
- Vieille ville d'Hébron / Al-Khalil ( Palestine)